# 유도 결합 플라즈마 질량 분석기
유도 결합 플라즈마 질량 분석기 (ICP-MS)는 질량 분석기의 일종으로 1012이하의 작은 함량을 지니는 금속과 몇 가지 비금속 원소의 농도를 측정하는데 이용한다. 유도 결합 플라즈마를 이용하여 시료를 이온화 시키고, 해당 이온들을 질랑 분석기를 이용하여 분리한다.
원소 흡수 기술(atomic absorption techniques)과 비교하였을 때 ICP-MS는 빠른 속도와 정밀도(precision), 민감도(sensitivity)를 지닌다. 하지만 ICP-MS에 의한 분석은 유리그릇이나 시약의 오염물질을 추적하는데 더욱 민감하다. 또한 몇 가지 이온의 존재는 다른 이온의 감지를 방해한다.
ICP-AES보다 다양한 분야에 적용할 수 있으며, 동위원소 분류(isotopic speciation)를 포함한다. 핵 기술에 적용하는 것이 가능하기 때문에, ICP-MS의 기기는 특별한 법령의 규제를 받는다